# بلو ووتر أرينا
بلو ووتر أرينا أو كما يُترجم بالعربية ميدان الماء الأزرق، هو ملعب كرة قدم يقع في إيسبيرغ، الدنمارك، يتسع لـ 16942 متفرج. بدأ بناؤه في 1955 وافتتح في نفس العام. تم تجديده في 1999.